# 野井仮乗降場
野井仮乗降場（のいかりじょうこうじょう）は、かつて島根県邑智郡邑智町（現・美郷町）野井に存在した日本国有鉄道（国鉄）三江北線（現・西日本旅客鉄道（JR西日本）三江線）の仮乗降場（廃駅）である。

## 歴史
当仮乗降場は、明塚駅 - 粕淵駅間に所在した。1972年の昭和47年7月豪雨による江の川の水害で明塚駅 - 浜原駅間が不通になったさい、粕淵駅手前の損傷した橋梁の手前（明塚駅側）に設置され、当仮乗降場 - 粕淵駅間で渡船連絡を行った。代行バスの運行開始にあわせて廃止された。1972年11月号から1973年11月号までの時刻表に掲載されていた。

### 年表
- 1972年（昭和47年）：開業。
- 1973年（昭和48年）：廃止。

※代行バスは石見簗瀬駅 - 粕淵駅 - 浜原駅間を運行し、明塚駅には停車しなかった。

## 駅構造
仮乗降場ではあったが、きちんとしたホームや駅名標まで設置されていた。ホーム下から江の川を渡る無料渡舟が出ていた。

## 隣の駅
日本国有鉄道
三江北線
明塚駅 - 野井仮乗降場 - （粕淵駅）
線路が水害により分断されていたので、実質江津側からの終着駅であった。